# Staw (gmina w województwie lubelskim)
Staw (początkowo Stołpie, także Staw Lubelski) – dawna gmina wiejska istniejąca w latach 1870–1954 na Lubelszczyźnie. Siedzibą gminy był Staw.
Gmina Staw powstała w drugiej połowie XIX wieku, w Królestwie Polskim, w powiecie chełmskim w guberni lubelskiej z obszaru dotychczasowej gminy Stołpie; w latach 1912–1915 jako część guberni chełmskiej (najprawdopodobniej w 1870 roku gmina zmieniła swoją nazwę i siedzibę na Staw). 
W 1919 roku gmina weszła w skład woj. lubelskiego. W 1924 roku w skład gminy wchodziły: Adolfin kol., Beniów kol.; Bezek wieś, kol., folwark; Czułczyce wieś, folwark; Grędków (dzisiaj Hredków) wieś; Henrysin kol.; Horodyszcze wieś, kol.; Horodyszcze-Cegielnia folwark; Jagodno kol., folwark; Jankowice kol.; Janów kol.; Józefin kol.; Julianów kol.; Kąty kol.; Krobonosz wieś, kol.; Leonów wieś; Leśniczówka kol.; Ławica kol.; Malowana kol.; Marynin kol.; Minków kol.; Niemirów wieś; Nowosiółki wieś, kol.; Ochoża wieś; Ochoża (Majorat) kol.; Ochoża-Pniaki kol.; Parypse wieś; Pasieka osada; Poczekajka kol.; Przysiółek wieś; Sajczyce wieś; Sajczyce Stare osada; Spas wieś; Staw wieś; Stołpie wieś; Tarnówka kol.; Tytusin kol.; Wólka Czułczycka wieś, kol.; Zadębie kol.; Zarzecze wieś, leśniczówka, leśnictwo. Do 1933 roku ustrój gminy kształtowało zmodyfikowane prawo zaborcze. Podczas okupacji gmina należała do dystryktu lubelskiego (w Generalnym Gubernatorstwie).
Według stanu z dnia 1 lipca 1952 roku gmina Staw składała się z 41 gromad. Jednostka została zniesiona 29 września 1954 roku wraz z reformą wprowadzającą gromady w miejsce gmin. Po reaktywowaniu gmin z dniem 1 stycznia 1973 roku gminy Staw nie przywrócono a jej dawny obszar wszedł w skład gminy Chełm z siedzibą w Pokrówce.